# État d'urgence en Allemagne
L’état d’urgence en Allemagne est organisé par des dispositions introduites dans la Loi fondamentale en 1968 ; celles-ci permettent aux organes constitutionnels fédéraux d’agir dans une situation de crise telle qu’une catastrophe naturelle, une insurrection ou une guerre. La législation allemande prévoit quatre situations – état de défense, état de tension, état d’urgence interne et état de catastrophe – dans lesquelles des restrictions des libertés fondamentales sont possibles.

## Développement
Après la Seconde Guerre mondiale, l’introduction de dispositions constitutionnelles relatives à l’état d’urgence est l’une des conditions posées par les Alliés pour un transfert de la pleine souveraineté à la République fédérale, afin de garantir la sécurité de leurs troupes d’occupation stationnées en Allemagne.
En raison des mauvais souvenirs laissés par l’utilisation de l’article 48 de la constitution de Weimar, la Loi fondamentale ne contient en 1949 aucune disposition relative à des situations de crise comme des attaques ou des tentatives de coup d’État.
Une première révision a lieu en 1955 qui introduit des dispositions permettant au pays de se défendre en cas d’attaque.
Divers projets relatifs à la législation d’urgence et incluant une extension des compétences du pouvoir exécutif sont présentés par le ministère fédéral de l’Intérieur en 1958, en 1960 et en 1963. Cependant, ils échouent à réunir la majorité des deux tiers requise pour la révision constitutionnelle.
À partir de 1966, la grande coalition, qui a formé le cabinet Kiesinger, dispose de la majorité requise. Elle fait de l’adoption d’une législation relative à l’état d’urgence une priorité, afin d’empêcher les dérives de la république de Weimar.
Lors de sa discussion au printemps 1968, le projet de révision est rejeté par le Parti libéral-démocrate (FDP), l’Opposition extra-parlementaire, le groupe Notstand der Demokratie et les syndicats, et plusieurs dizaines de milliers de personnes manifestent à Bonn. Le 27 mai, le Conseil de contrôle interallié déclare qu’il renoncera au droit de contrôle que lui confère le statut d’occupation du 21 septembre 1949 si les nouvelles dispositions sont introduites dans la Loi fondamentale. Le 30 mai, le projet est adopté, seuls les libéraux-démocrates et cinquante-quatre députés de la coalition gouvernementale ayant voté contre. La loi sur l’état d’urgence est promulguée le 27 juin et entre en vigueur le 28.

## Dispositions constitutionnelles
La Loi fondamentale distingue l’état de défense (Verteidigungsfall), l’état de tension (Spannungsfall), l’état d’urgence interne (innerer Notstand) et l’état de catastrophe (Katastrophenfall), et permet des restrictions des libertés fondamentales dans ces cas.

### Législation d’urgence
Si, en situation de défense, le Bundestag est dans l’impossibilité de se réunir, ses fonctions et celles du Bundesrat sont transférées à une Commission commune (Gemeinsamer Ausschuss). La Commission est composée aux deux tiers de membres du Bundestag et au tiers de membres du Bundesrat. Elle ne peut réviser la Loi fondamentale.

### Restrictions des droits fondamentaux
L’article 10 permet des limitations du secret de la correspondance, du secret de télécommunication et du secret postal (art. 10 GG ) par une loi si elles sont motivées par la protection de l’ordre constitutionnel libéral et démocratique. La liberté d'aller et venir (art. 11 GG ) et la liberté professionnelle peuvent également être restreintes dans certaines conditions.

### Obligation de service militaire
Un service militaire obligatoire a été introduit (art. 12a GG ), qui reconnaît également le droit à l’objection de conscience et au remplacement du service militaire par un service civil.

### Catastrophe naturelle
L’intervention de la Police fédérale et de la Bundeswehr en plus de celle des forces de police d'un Land est permise en cas de catastrophe naturelle (art. 35 GG ) ; il permet également au Gouvernement fédéral de donner des instructions aux gouvernements d'un État fédéré si la catastrophe touche plusieurs Länder.

### Droit de résistance
Une disposition ajoutée afin d’apaiser les critiques donne à « tous les Allemands […] le droit de résister à quiconque entreprendrait de renverser [l’ordre constitutionnel], s’il n’y a pas d’autre remède possible » (art. 20 al. 4 GG ). Ce principe ne peut faire l’objet d’une révision (art. 3 GG ).

## Ressources

### Origine du texte
- (de) Cet article est partiellement ou en totalité issu de l’article de Wikipédia en allemand intitulé « Deutsche Notstandsgesetze » (voir la liste des auteurs).